# Харкат, Абдельхаким
Абдельхаким Харкат (араб. عبد الحكيم حركات‎; род. 4 июля 1968) — алжирский дзюдоист, представитель лёгкой и полулёгкой весовых категорий. Выступал за национальную сборную Алжира по дзюдо в период 1987—1996 годов, чемпион Африки, дважды чемпион Средиземноморских игр, победитель и призёр многих турниров национального и международного значения, участник двух летних Олимпийских игр.

## Биография
Абдельхаким Харкат родился 4 июля 1968 года.
Дебютировал на взрослом международном уровне в сезоне 1987 года, когда вошёл в основной состав алжирской национальной сборной и выступил на чемпионате мира в Эссене, где, тем не менее, остановился уже в 1/32 финала.
В 1989 году боролся на этапе Кубка мира в Париже и на мировом первенстве в Белграде.
В 1991 году побывал на Средиземноморских играх в Афинах, откуда привёз награду золотого достоинства, выигранную в зачёте полулёгкой весовой категории. Отметился выступлением на чемпионате мира в Барселоне, где занял итоговое седьмое место.
Благодаря череде удачных выступлений удостоился права защищать честь страны на летних Олимпийских играх 1992 года в Барселоне, однако проиграл здесь обоим своим соперникам.
После барселонской Олимпиады Харкат остался в составе дзюдоистской команды Алжира на ещё один олимпийский цикл и продолжил принимать участие в крупнейших международных турнирах. Так, в 1993 году он одержал победу на Средиземноморских играх в Перпиньяне, выступил на Кубке мира в Париже и на мировом первенстве в Гамильтоне.
В 1995 году дошёл до 1/8 финала на Кубке мира в Праге, уступив представителю Украины Геннадию Белодеду.
В 1996 году победил на чемпионате Африки в ЮАР и прошёл отбор на Олимпийские игры в Атланте. В категории до 71 кг благополучно прошёл первого соперника по турнирной сетке, тогда как во втором поединке в 1/8 финала потерпел поражение от японца Кэндзо Накамуры, который в итоге и стал победителем этого олимпийского турнира. В борьбе за третье место проиграл австрийцу Томасу Шляйхеру и тем самым выбыл из борьбы за медали. Вскоре по окончании этих соревнований принял решение завершить спортивную карьеру.